# Vinzieux
Vinzieux és un municipi francès situat al departament de l'Ardecha i a la regió d'Alvèrnia-Roine-Alps. L'any 2007 tenia 356 habitants.

## Demografia

### Població
El 2007 la població de fet de Vinzieux era de 356 persones. Hi havia 128 famílies de les quals 16 eren unipersonals (8 homes vivint sols i 8 dones vivint soles), 46 parelles sense fills, 58 parelles amb fills i 8 famílies monoparentals amb fills.
La població ha evolucionat segons el següent gràfic:
Habitants censats

### Habitatges
El 2007 hi havia 159 habitatges, 131 eren l'habitatge principal de la família, 16 eren segones residències i 12 estaven desocupats. 158 eren cases i 1 era un apartament. Dels 131 habitatges principals, 117 estaven ocupats pels seus propietaris i 14 estaven llogats i ocupats pels llogaters; 3 tenien dues cambres, 5 en tenien tres, 45 en tenien quatre i 77 en tenien cinc o més. 123 habitatges disposaven pel capbaix d'una plaça de pàrquing. A 39 habitatges hi havia un automòbil i a 89 n'hi havia dos o més.

### Piràmide de població
La piràmide de població per edats i sexe el 2009 era:
| Homes | Edats   | Dones |
| ----- | ------- | ----- |
| 0     | 95 o +  | 0     |
| 0     | 90 a 94 | 0     |
| 0     | 85 a 89 | 0     |
| 0     | 80 a 84 | 0     |
| 4     | 75 a 79 | 4     |
| 12    | 70 a 74 | 0     |
| 8     | 65 a 69 | 12    |
| 0     | 60 a 64 | 12    |
| 8     | 55 a 59 | 8     |
| 4     | 50 a 54 | 8     |
| 4     | 45 a 49 | 0     |
| 16    | 40 a 44 | 4     |
| 28    | 35 a 39 | 16    |
| 8     | 30 a 34 | 12    |
| 4     | 25 a 29 | 16    |
| 0     | 20 a 24 | 8     |
| 4     | 15 a 19 | 8     |
| 4     | 10 a 14 | 12    |
| 24    | 5 a 9   | 8     |
| 8     | 0 a 4   | 8     |

## Economia
El 2007 la població en edat de treballar era de 242 persones, 182 eren actives i 60 eren inactives. De les 182 persones actives 173 estaven ocupades (91 homes i 82 dones) i 9 estaven aturades (4 homes i 5 dones). De les 60 persones inactives 28 estaven jubilades, 15 estaven estudiant i 17 estaven classificades com a «altres inactius».

### Ingressos
El 2009 a Vinzieux hi havia 143 unitats fiscals que integraven 396 persones, la mediana anual d'ingressos fiscals per persona era de 19.508,5 €.

### Activitats econòmiques
Dels 12 establiments que hi havia el 2007, 1 era d'una empresa alimentària, 2 d'empreses de fabricació d'altres productes industrials, 3 d'empreses de construcció, 1 d'una empresa de comerç i reparació d'automòbils, 1 d'una empresa d'hostatgeria i restauració, 1 d'una empresa d'informació i comunicació, 1 d'una empresa immobiliària, 1 d'una empresa de serveis i 1 d'una entitat de l'administració pública.
Dels 5 establiments de servei als particulars que hi havia el 2009, 1 era un paleta, 1 guixaire pintor, 1 lampisteria, 1 restaurant i 1 agència immobiliària.
L'any 2000 a Vinzieux hi havia 18 explotacions agrícoles que ocupaven un total de 200 hectàrees.

## Poblacions més properes
El següent diagrama mostra les poblacions més properes.